# 시체검안서
시체검안서(屍體檢案書)는 사망 사유 등에 대한 검안에 대해 적은 서류로 진단서의 하나이다. 사망진단서(死亡診斷書)와 같이 사망을 증명하는 효력을 가진다. 진단한 의사만 시체검안서를 발행할 수 있다. 
최종 진찰 후 48시간 이내가 아니어도, 사인이 분명하게 계속적으로 진료 중의 것이라고 예측되는 경우에 대해서는 사망진단서가 작성된다.. 그 이외의 경우는 비록 병원 내에서 사망했을 경우여도 사망진단서를 작성하지 못하고, 의사는 시체를 검안해야 한다.

## 사망진단서와의 구분
시체검안서와 사망진단서는 동일한 양식을 사용해 작성하며 사용 목적도 같다. 또, 사인 통계 작성의 자료로도 이용된다. 일본의 경우 시체검안서와 사망진단서의 기본서식은 동일하므로, 불필요한 분은 취소선을 그어야 한다. 사망진단서를 발행하는 경우는 시체검안서 기재에 해당하는 부분을 취소한다 . 검안을 실시해도 모르는 경우는 미상으로 시각·시간을 정확하게 계산할 수 없는 경우는 「(추정)」으로 기재한다. 또 기재할 필요가 없는 항목에 대해서는 위조 방지를 위해서 사선을 긋는다. 의사의 인감을 위조해 사인을 정정해 보험금 사기를 친 사람이 있었기 때문이다. 사망진단서와 같은 것으로 혼동하기 쉬우나 분명히 다르며, 사망 후 48시간 이전에는 사망진단서가 발행되고, 48시간 이후에는 시체검안서가 발행된다. 한국과 일본에만 존재하는 개념으로 알려져 있으며 일본에서는 사체검안서(死体検案書)라고 부르며, 한국에서는 시체검안서가 올바른 명칭이나 종종 일본식으로 사체검안서라고 잘못 부르는 경우도 있다. 부검보고서와는 명백히 다르다. 부검보고서는 시신을 병원으로 이송하여 해부하여 작성한 보고서이고, 시체검안서는 의사가 사망 현장을 방문하여 시신을 육안으로 관찰하고 대개의 경우 해부는 진행하지 않고 작성한다. 영문 표기로는 'Postmortem Examination Report'라고 한다. 대체로 사망진단서와 동일한 목적으로 사용되고 동일한 효력을 갖는다.

## 관련 범죄
의사, 경찰, 장례식장 등이 결탁해 시체검안서를 허위로 발급하는 범죄가 발생한다.

## 관련 법규

### 대한민국
행사할 목적으로 권리·의무 또는 사실 증명에 관한 타인의 문서 또는 도화를 위조 또는 변조한 자는 5년 이하의 징역 또는 1천만원 이하의 벌금에 처한다. (대한민국 형법 제231조)

### 일본
의사가 공무소에 제출해야 할 진단서, 검안서 또는, 사망 증서에 허위의 기재를 했을 때는, 3년 이하의 금고, 또는, 30만엔 이하의 벌금에 처한다. (일본 형법 제160조)

### 미국
시체검안서 양식이 따로 있지는 않으나, 사망 현장에 법의관을 보내도록 법으로 규정하고 있다.

## 같이 보기
- 진단서
- 법의학
- 검안(檢案)
- 변사자

## 관련 사건
- 지향이 사건
  - SBS 궁금한 이야기 Y 166회: 27개월 지향이의 죽음, 마지막 3일은 누가 외면했나? WAVVE
- 2019 부천 장례지도사-한의사 공모 시체검안서 허위발급 사건
- 2023 고양시 일산서구 장례식장 시체검안서 허위발급 사건[3]

## 같이 보기
- 추적 60분 2015년 1월 24일 방송분 '시체검안서의 진실'[1][2]
- 궁금한 이야기 Y
- 그것이 알고 싶다
- 장례지도사